# Żubrynek
1Żubrynek [pronunciación en polaco: /ʐuˈbrɨnɛk/] es un pueblo ubicado en el distrito administrativo de Gmina Raczki, dentro del Condado de Suwałki, Voivodato de Podlaquia, en el norte de Polonia oriental. Se encuentra aproximadamente a 6 kilómetros al norte de Raczki, a 10 kilómetros al suroeste de Suwałki, y a 105 kilómetros al norte de la capital regional Białystok.